# Iglesia de las Salesas Reales (Madrid)
La iglesia de Santa Bárbara o iglesia de las Salesas Reales es un templo católico de la ciudad española de Madrid. Ubicado en el distrito Centro, en el barrio de Justicia, forma parte del convento de las Salesas Reales, un conjunto arquitectónico en el que también se incluye el contiguo Palacio de Justicia, sede del Tribunal Supremo. La iglesia cuenta con el estatus de Bien de Interés Cultural.

## Descripción

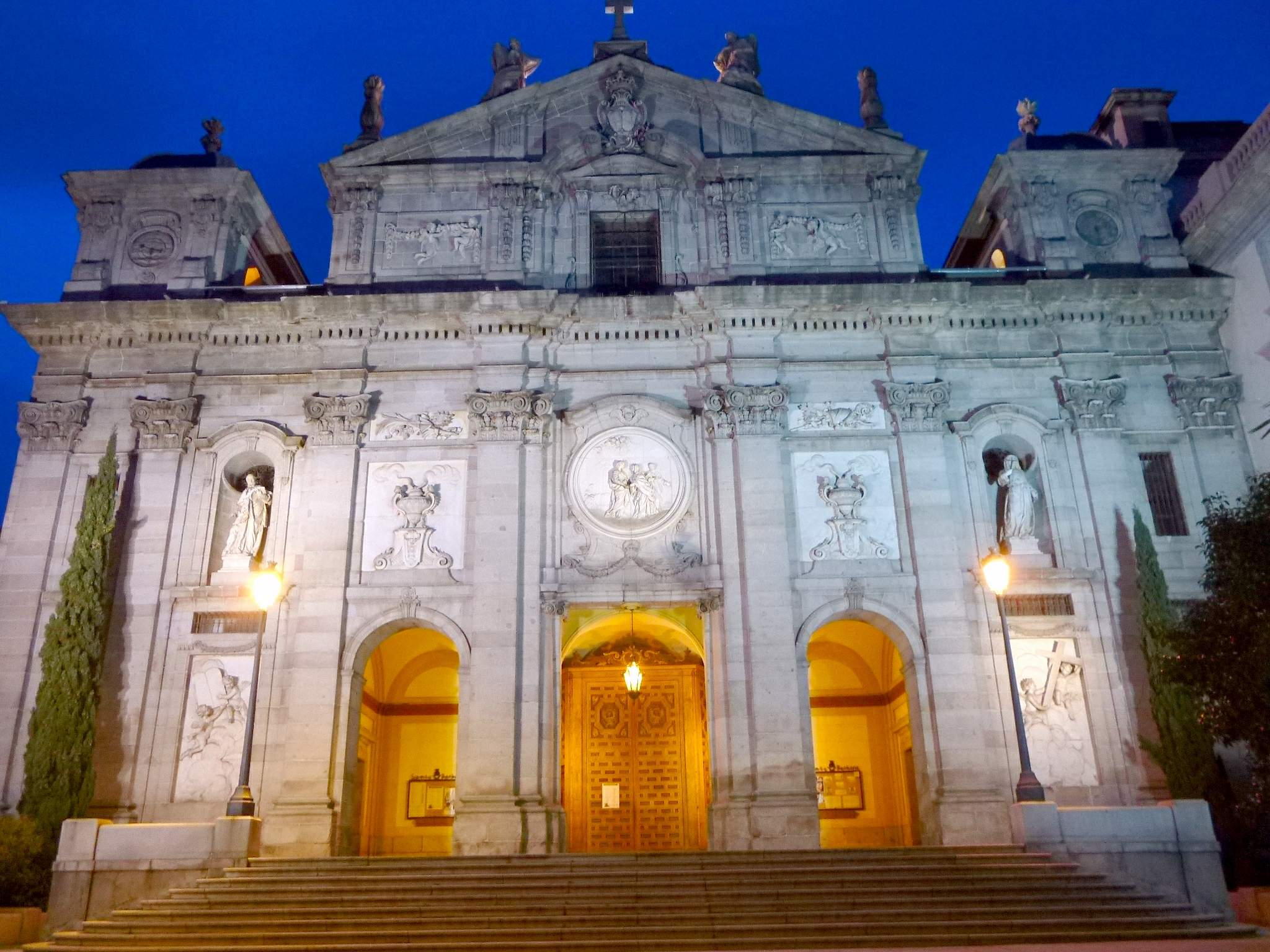
Aspecto nocturno de la fachada principal de la iglesia

Para la ejecución de la obra se solicitaron planos a Juan Bautista Sachetti, arquitecto del Palacio Real, aunque finalmente se prefirieron los del francés Carlier, muy modificados por el aparejador Francisco Moradillo, quien se hizo cargo de la dirección de la obra, a quien se debe todo el segundo cuerpo, con las torres y la cúpula con su tambor. En estilo rococó, combinando las aspiraciones clásicas y la magnificencia barroca, su interior aparece decorado con bronces, mármoles y piedras multicolores cuyo elevado coste dio origen a comentarios maliciosos.

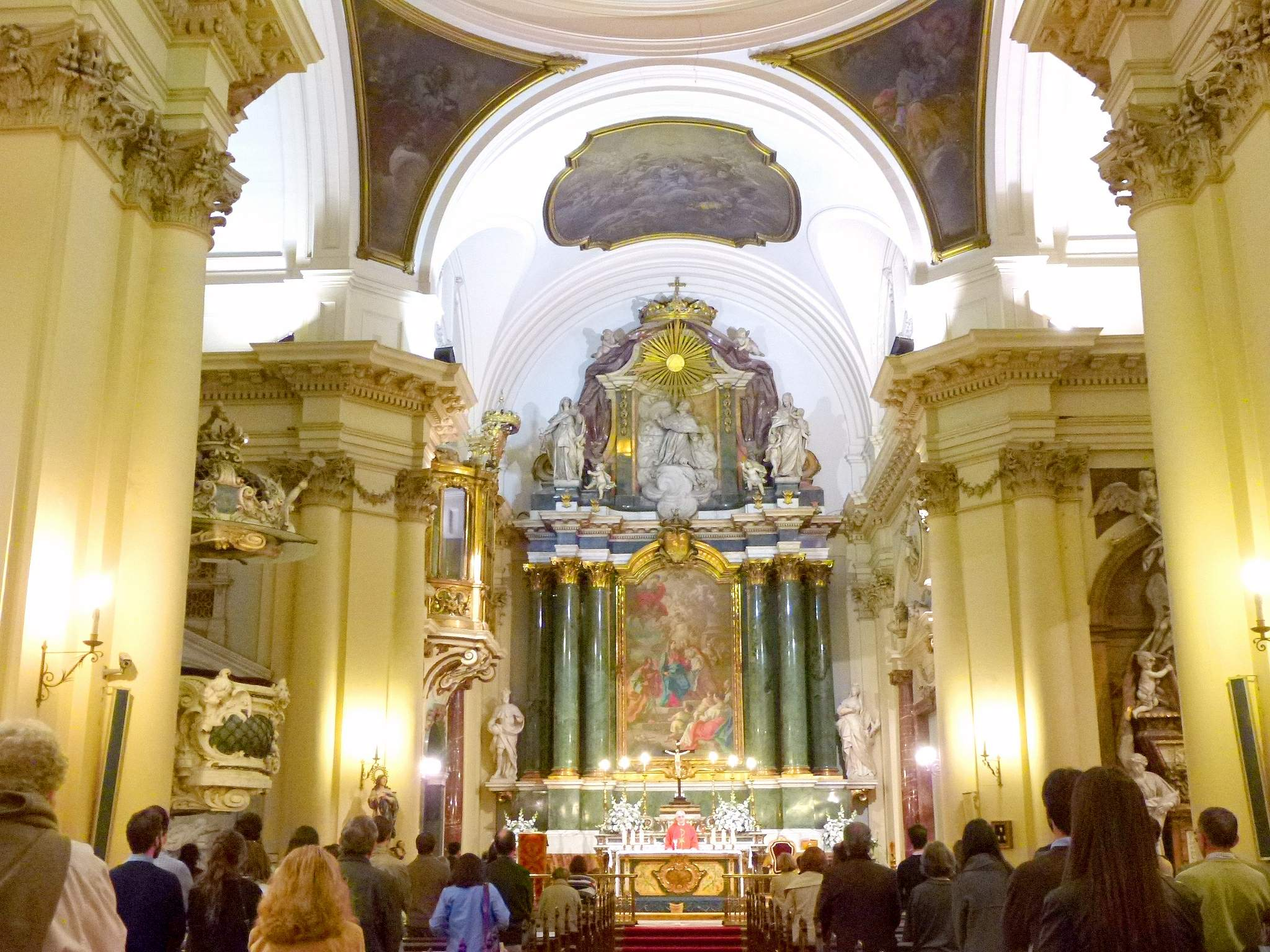
Cabecera del templo

Construida en ladrillo y mampostería, su fachada principal forma un triple pórtico rematado por frontón entre dos torres cuadrangulares de un solo cuerpo. La fachada aparece ornamentada con relieves del escultor italiano Juan Domingo Olivieri, impulsor de la Real Academia de Bellas Artes de San Fernando, y las estatuas de bulto en nichos de San Francisco de Sales y Santa Juana Francisca, obra de Alfonso Giraldo Bergaz, algo posteriores a la ejecución del templo. A Olivieri pertenece también el grupo de la Sagrada Familia, originalmente en la portada del convento y trasladada al lienzo de muro que forma ángulo con la fachada de la iglesia en el atrio.
Su planta es de una sola nave con forma de cruz latina y capillas-hornacina a los lados, cubierta con bóvedas de cañón con lunetos en la nave y brazos del crucero y con cúpula sobre pechinas, tambor y linterna sobre el crucero. En su ejecución Moradillo simplificó muchas de las curvas y líneas quebradas con que había sido proyectada, atenuando el efecto rococó.

### Interior: sepulcros de Fernando VI y Bárbara de Braganza

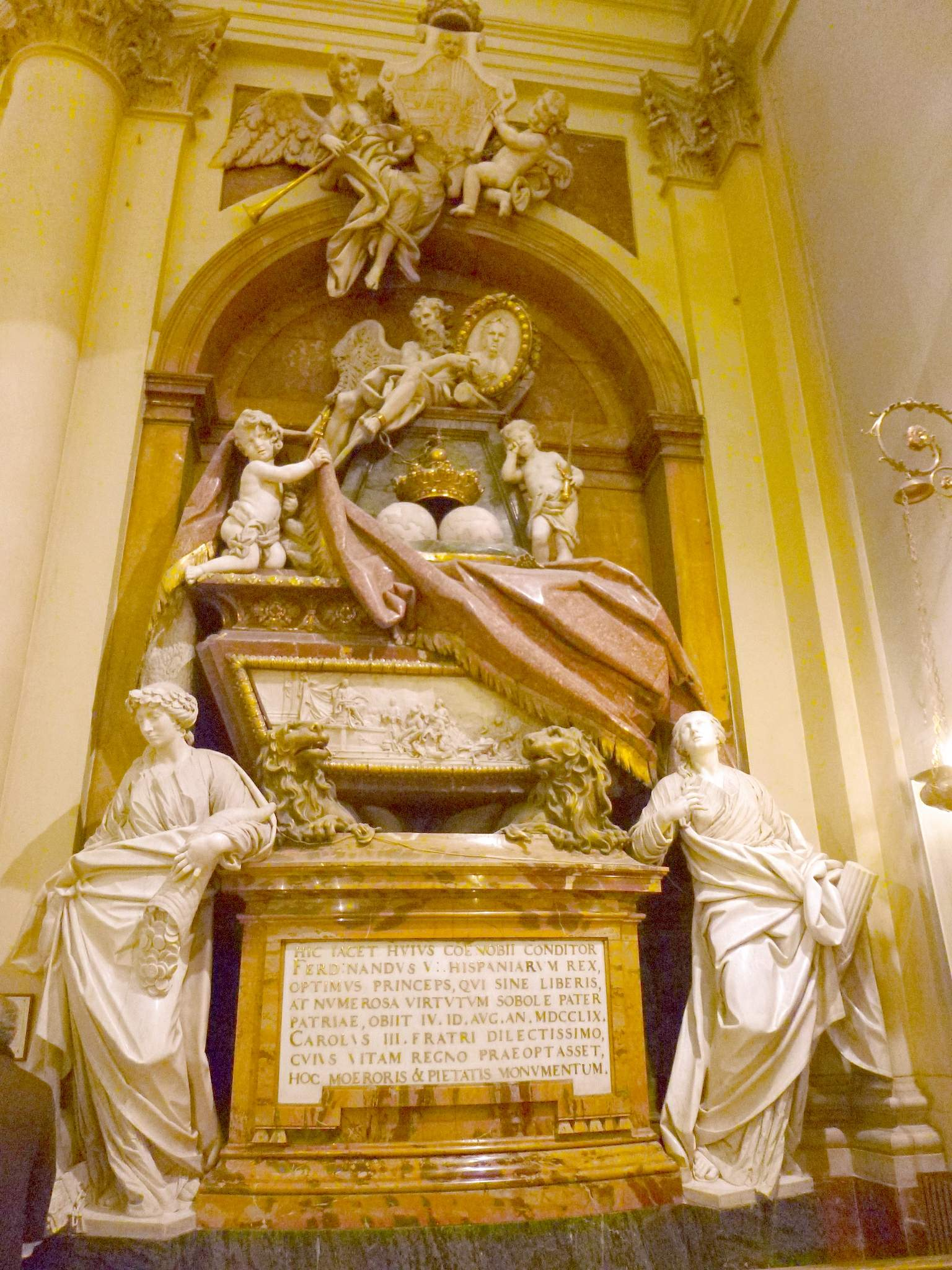
Mausoleo del rey Fernando VI

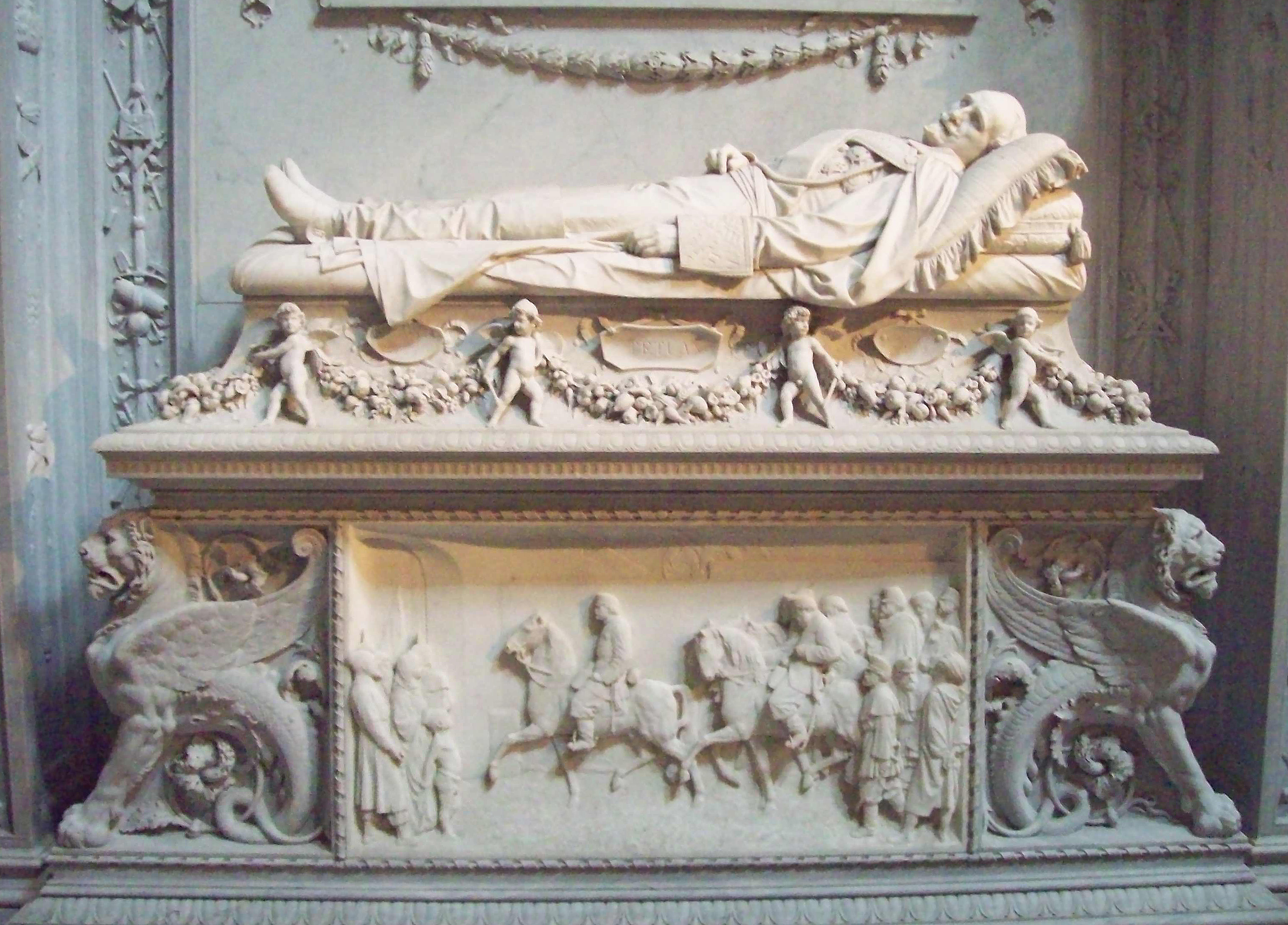
Mausoleo de Leopoldo O'Donnell, tres veces presidente del Consejo de Ministros de España en el

En el interior de la iglesia, uno de los más suntuosos del barroco madrileño, se conservan los monumentos funerarios de Fernando VI y de Bárbara de Braganza, quienes fueron sepultados allí según sus deseos, siendo de los pocos reyes de España que se encuentran fuera de El Escorial (la reina María de las Mercedes de Orleans, cuyo sepulcro se encuentra en la catedral de la Almudena, en Madrid, Felipe V y su segunda esposa, Isabel de Farnesio, que se encuentran en la Granja de San Ildefonso, en Segovia, y los Reyes Católicos, Juana la Loca y Felipe el Hermoso, en Granada). Los mausoleos fueron diseñados, por encargo de Carlos III, por el arquitecto Francesco Sabatini, y labrados en mármol y pórfido por los escultores Francisco Gutiérrez y Juan León respectivamente. El sepulcro de la reina no es visible desde la nave central, al estar ubicado en la Capilla del Santísimo, aunque comparte pared con el del rey, colocado en el lado de la Epístola. Enfrente de éste, en el lado del Evangelio, se halla desde 1870 el mausoleo de Leopoldo O'Donnell, esculpido en mármol de Carrara por Jerónimo Suñol.

### Decoración pictórica
En la nave se levantan dos grandes retablos de mármoles blancos, verdes y rosados, de aire clásico y gusto rococó, cobijando pinturas de la Sagrada Familia con santa Isabel y san Juan, obra del veronés Giambettino Cignaroli en el lado del Evangelio, y de San Francisco de Sales y Santa Juana Francisca, obra de Corrado Giaquinto en el altar que ocupa el lado de la Epístola.
Otros dos retablos semejantes se encuentran en los brazos del crucero, siendo sus pinturas obras del francés Charles Joseph Flipart el que representa a San Fernando recibiendo las llaves de Sevilla en el lado izquierdo, y de Francesco de Mura el de San Francisco Javier con Santa Bárbara, en el derecho junto al sepulcro de Fernando VI, precedido por una barandilla comulgatorio en bronce dorado también del siglo XVIII.
Las bóvedas se cubren con pinturas de los hermanos Luis, Alejandro y Antonio González Velázquez. En ellas se representan escenas de la vida de san Francisco de Sales en la nave, y de los santos patronos de los fundadores en los brazos del crucero: San Fernando ante la Virgen y Santa Bárbara ante el Redentor. En las pechinas, los evangelistas, y en la cúpula, algo retocadas tras el incendio de 1908, con un aire más decididamente rococó, escenas de la vida de la Virgen entre guirnaldas y alegorías de las Virtudes.
La escalera de acceso al salón de plenos está coronada por frescos de escenas costumbristas pintadas por Enrique Simonet.

### Presbiterio
En el presbiterio destaca el retablo mayor, de mármoles de colores, cobijando una mesa de altar también de mármol con incrustaciones de lapislázuli. Lo preside un óleo de La Visitación de cinco metros de alto, obra del pintor napolitano Francesco de Mura, coronado por las armas reales. En los laterales, dos esculturas de Santa Bárbara y San Francisco de Sales de tamaño algo mayor del natural son obra de Juan Domingo Olivieri, como el relieve del ático, con la Oración de san Francisco de Sales, y las esculturas de la Caridad y la Religión, todas ellas en mármol blanco. En la bóveda, una pintura de los hermanos González Velázquez representa la Coronación de la Virgen.
Interesante es la barroca tribuna regia, situada en el lado del Evangelio, comunicando con las dependencias del que fue palacio privado de la reina fundadora, en madera dorada.